# فرويد: قراءة عصرية
فرويد: قراءة عصرية (بالإنجليزية: Freud: A Modern Reader) كتاب لعضوة الجمعية البريطانية للتحليل النَّفسي روزين جوزيف بيرلبِرج
Rosen Joseph Perlberg صدر عام 2005 باللغة الإنجليزية وصدر باللغة العربية عام 2020 عن مؤسسة هنداوي في 396 صفحة. يوضح الكتاب ما قدمه «فرويد» من إسهام ثوري، وكيف دمجت نظرياته في الممارسة السريرية الطبية الحديثة، ويجمع بينَ التحليل العميق لأعماله الأصلية وبعض من التفسيرات الأحدث لها.
يضم الكتاب مجموعةً من الأوراق البحثية كتبها بعض أشهر المحلِّلينَ النفسيِينَ داخل بريطانيا وخارِجها.

## محتوى الكتاب
تصدير السلسلة – المساهمون - شكر وتقدير - مقدمة
الجزء الأول: المرحلة المبكرة
آنا أو: رؤيةٌ جديدة ومُنقَّحة للحالة المَرَضية الأُولى
الجزء الثاني: المرحلة الثانية: مولد التحليل النفسي
دورا: جزء من تحليلٍ للهستيريا
تحليل حالةِ رُهابٍ لدى صبيٍّ في الخامسة
عن النرجسية
الجزء الثالث: علم ما وراء النفس
الملاحظة الإكلينيكية، والبناء النظري، والفكر الميتاسيكولوجي
اللاوعي
الجرح والقوس وظل الموضوع: ملاحظات على بحث فرويد الحداد والسوداوية
ما وراء مبدأ اللذة
الجزء الرابع: النموذج البنيوي للعقل
نحو النموذج البنيوي للعقل
الجزء الخامس: المزيد من الحالات الإكلينيكية
ملاحظات على حالةِ عُصابٍ وسواسي
التحديق والسيطرة والإذلال في حالة شريبر
وهم اللاوعي والإدراك اللاحق: «من سجل حالة عُصاب طفلي» رجل الذئاب
تأمُّلات إكلينيكية وميتاسيكولوجية في بحث طفل يُضرَب
النشأة النفسية لحالة مِثلية جنسية أنثوية
الجزء السادس: أبحاث لاحقة
الإنكار
انقسام الأنا خلال عملية الدفاع
المراجع 

## مقتطفات من الكتاب
إن تاريخًا يمتد لمائة عامٍ كان من شأنه أن يُحوِّل التحليل النفسي إلى تقليدٍ فكري مُستقِل وجاد وناضج، لا يخفى على أحد نجاحه في الاحتفاظ بقدرته على تحدي الحقائق الراسخة في معظم مجالات ثقافتنا. واليوم يتعرَّض الطبيب النفسي البيولوجي إلى النقد والمساءلة من قِبَل مجال التحليل النفسي مثلما حدث مع اختصاصيِّ الأمراض العصبية في عصر فرويد في مطلع القرن العشرين في فيينا. وفي عصرنا الحالي لا يسع نُقَّاد الثقافة، سواء كانوا مُعارضِين لأفكار التحليل النفسي أو مُتفقِين معها، إغفالُ اعتبارات الدافع اللاواعي، والآليات الدفاعية، وتجارب الطفولة المبكرة وغيرها من اكتشافاتٍ لا تُحصى قدَّمها التحليل النفسي لثقافة القرن العشرين. وفوق ذلك كله، تمخَّضَت أفكار التحليل النفسي عن منهجٍ لعلاج الاضطرابات العقلية - وهو العلاج النفسي الديناميكي - أصبح هو التقليدَ السائد في معظم البلدان، على الأقل في العالم الغربي.
......
يَنصَب تركيزنا في هذه السلسلة على نقل حالة الإثارة الفكرية التي نستشعرها نحو ماضي أفكارِ التحليل النفسي وحاضرها ومستقبلها، ونأمُل أنَّ تعاوُنَنا مع الكُتَّاب والمُحرِّرين في هذه السلسلة سوف يساعد على إتاحة هذه الأفكار إلى مجموعةٍ متزايدة دومًا من الطلاب والباحثِين ومُمارسِي الطب النفسي على مستوى العالم.
........
على مدى سنواتٍ من تدريس نظريات فرويد لطلاب الجامعة والمُرشَّحِين لعضوية المعهد البريطاني للتحليل النفسي شَعَرتُ بالحاجة إلى كتابٍ واحد يُقدِّم نظرةً شاملة لتعقيدِ ودقةِ تفكير فرويد، ورؤيةً للحوار بين الاتجاهات المختلفة التي كان لها دَورٌ مُهمٌّ للغاية في «تكويني» كمحلِّلةٍ نفسية. إن دراسة أعمال فرويد والتحديد المُفرِط للمعاني في أفكاره، والأسئلة التي طرحها، فضلًا عن المُناقَشات التي أثارها؛ كل ذلك لا يمكن فهمه في سياقِ بلدٍ واحد أو لغةٍ واحدة، بل يمتد بامتداد القارات؛ فقد قدَّم الاتجاه البريطاني إسهامًا خاصًّا تَميَّز بتركيزه على عالم الفرد الداخلي، وعلى التحويل والتحويل المضاد، وله كذلك إسهامٌ مُميَّز في تطويرِ اتجاهٍ فرويدي يتمحور حول الممارسة الإكلينيكية. في حين ظل اتجاه علم ما وراء النفس بكل ما به من تعقيدٍ حيًّا في فرنسا، إلا أن معظم المناقشات الفرنسية لم تُترجم إلى الإنجليزية. وأرى أن بوسعنا معرفة الكثير إذا أقمنا حوارًا بين هذَين الاتجاهَين، وذلك هو المنهج الذي أَمِيلُ إلى اتِّباعه في التدريس لطلابي. حتى الآن لا يُوجد كتابٌ دراسي نُقدِّمه للطلاب الدارسِين لفرويد يُجسِّد هذا الحوار، وآمُل أن يُعوِّض هذا الكتابُ ذلك النقص.
لقد اخترتُ بعضًا من أهم الأبحاث التي تُدَرَّس في المعهد البريطاني للتحليل النفسي، وفي وَحدة التحليل النفسي في يونيفرستي كوليدج لندن، وقد دعوتُ لكلٍّ منهما مُحلِّلًا نفسيًّا من إنجلترا أو من الخارج، من المُحلِّلين الذين أرى أنهم قدَّموا إسهامًا مُهمًّا يُساعِد على فهم موضوعِ كلِّ بحثٍ من أجل الكتابة عنه. يُقدِّم كل فصلٍ من فصول هذا الكتاب نصًّا أو موضوعًا ناقشناه في برامجنا الدراسية، وجميع المُساهمِين في هذا الكتاب أطباء ومُعلِّمون وكُتَّاب؛ ومن ثَمَّ سوف يُقدِّمون منظورًا مُتعدِّد الأَوجُه كما فعل فرويد نفسه. تَتَّبِع معظم الفصول نسقًا متشابهًا؛ فهي أولًا تُلخِّص الأفكار أو الموضوعات الرئيسة للبحث المُتناوَل، ثم تُحدِّد المفاهيم الأساسية المتصلة بتلك الموضوعات، وتُتبِع ذلك بمناقشةٍ حول جذور الأفكار التي يتناولها البحث والتطوُّر الذي طرأ عليها في فكر فرويد. ويُختتم كل فصلٍ بتقييمٍ من الكاتب. وعلى الرغم من أن معظم الفصول قد اتَّبَعت هذا النسق، فإن بعضها قد اتخذ نسقًا خاصًّا به؛ بحيث يُصبِح البحث الأصلي لفرويد مصدر إلهامٍ يستمد منه الكاتب الأفكار الخاصة به.

## وصلات خارجية
- فرويد: قراءة عصرية
- فرويد: قراءة عصرية
- فرويد: قراءة عصرية